# Desportivo de Leça do Balio
O Desportivo de Leça do Balio é um claramente português localizado na União de freguesias de Leça do Balio, Custóias e Guifões, concelho de Matosinhos, distrito do Porto. O clube foi fundado em 20 de Agosto de 1964 e o seu actual presidente é Arnaldo Tasca. Os seus jogos em casa são disputados no Complexo Desportivo de Leça do Balio.

## Futebol
A equipa de futebol sénior participa, na época de 2017/2018, Divisão de Honra da Associação de Futebol do Porto.

### Classificações por época
| Época     | Nível | Divisão                      | Classificação | Taça de Portugal |
| --------- | ----- | ---------------------------- | ------------- | ---------------- |
| 2007/2008 | 6     | 1ª Divisão da AF Porto       | 8º            | -                |
| 2008/2009 | 6     | 1ª Divisão da AF Porto       | 8º            | -                |
| 2009/2010 | 6     | 1ª Divisão da AF Porto       | 6º            | -                |
| 2010/2011 | 6     | 1ª Divisão da AF Porto       | 14º           | -                |
| 2011/2012 | 6     | 1ª Divisão da AF Porto       | 12º           | -                |
| 2012/2013 | 6     | 1ª Divisão da AF Porto       | 17º           | -                |
| 2013/2014 | 7     | 2ª Divisão da AF Porto       | 2º            | -                |
| 2014/2015 | 6     | 1ª Divisão da AF Porto       | 4º            | -                |
| 2015/2016 | 6     | 1ª Divisão da AF Porto       | 1º            | -                |
| 2016/2017 | 5     | Divisão de Honra da AF Porto | 13º           | -                |
| 2017/2018 | 5     | Divisão de Honra da AF Porto |               |                  |

Legenda das cores na pirâmide do futebol português
     1º nível (1ª Divisão / 1ª Liga) 
     2º nível (até 1989/90 como 2ª Divisão Nacional, dividido por zonas, em 1990/91 foi criada a 2ª Liga) 
     3º nível (até 1989/90 como 3ª Divisão Nacional, depois de 1989/90 como 2ª Divisão B/Nacional de Seniores/Campeonato de Portugal)
     4º nível (entre 1989/90 e 2012/2013 como 3ª Divisão, entre 1947/48 e 1989/90 e após 2013/14 como 1ª Divisão Distrital) 
     5º nível
     6º nível
     7º nível